# Roxy Music (album)
| Recensione              | Giudizio          |
| ----------------------- | ----------------- |
| AllMusic                | [ 2 ]             |
| Robert Christgau        | B+                |
| Sputnikmusic            | 4.0 (Excellent)   |
| Piero Scaruffi          | [ 5 ]             |
| Ondarock                | Disco consigliato |
| Dizionario del Pop-Rock | [ 7 ]             |
| 24.000 dischi           | [ 8 ]             |

Roxy Music  è l'album di debutto della band glam rock inglese Roxy Music, pubblicato nel 1972 dalla Island Records.

## Il disco
La traccia d'apertura del disco, Re-Make/Re-Model, è stata definita un "pastiche post-moderno", e contiene un assolo da parte di ogni membro del gruppo con rimandi a molti classici della musica occidentale, incluse Day Tripper dei Beatles, la versione di Duane Eddy del tema di Peter Gunn, e la Cavalcata delle Valchirie di Richard Wagner; l'esoterica CPL 593H dovrebbe il suo titolo alla targa di un'auto guidata da una bellissima donna che Bryan Ferry aveva seguito in strada un giorno. Brian Eno produsse alcuni effetti sonori "lunari" quando Ferry gli chiese un sound "simile alla Luna" per la canzone Ladytron. Successivamente, If There Is Something venne reinterpretata dai Tin Machine di David Bowie nel 1991.
Molte delle canzoni sull'album sono tematicamente collegate a delle pellicole cinematografiche. 2HB è un tributo di Ferry a Humphrey Bogart e cita la battuta "Here's looking at you, kid" resa famosa dal film Casablanca del 1942; Chance Meeting si ispira al film Breve incontro (Brief Encounter) di David Lean (1945). The Bob (Medley) prende il titolo da I lunghi giorni delle aquile (Battle of Britain) (1968) e include un passaggio sonoro che simula il rumore di uno sparo.
Discutendo dell'album, Andy Mackay disse a posteriori: «Non inventammo certamente l'eclettismo, ma ribadimmo e provammo che il rock 'n' roll poteva parlare di tutto, di qualsiasi argomento.»

### Produzione e copertina
La band lavorò sulle canzoni per un paio di mesi prima di trovare uno studio adatto per le sedute di registrazione, e l'incisione del disco non occupò più di una settimana in tutto. Questo accadde perché la band non aveva ancora stipulato un contratto vero e proprio, e alcuni dirigenti della E.G. Records stavano finanziando le sessioni di tasca propria, pagando circa 5 mila sterline di affitto per lo studio. L'album venne prodotto dall'autore dei testi dei King Crimson, Peter Sinfield, da poco uscito dal gruppo. Nel maggio 1972, poche settimane dopo la conclusione delle sessioni, la band firmò un contratto con la Island Records e nel giugno seguente l'album uscì sul mercato.
L'inclinazione della band per il glamour si riflette nell'immagine in stile anni cinquanta della copertina dell'album. Opera del fotografo Karl Stoecker, ritrae la modella Kari-Ann Muller, che in futuro avrebbe sposato Chris Jagger, fratello di Mick Jagger. L'album è dedicato a Susie, una batterista che aveva fatto un'audizione per entrare nei Roxy Music nei primi periodi della band.

### Pubblicazioni
Roxy Music, in particolare la versione in LP, è stata pubblicata in differenti formati nel corso degli anni. La copertina originale, pubblicata nel 1972 dalla Island Records, è apribile e mostra all'interno una foto della band (incluso il bassista originale Graham Simpson) con indosso il costume di scena disegnato da Antony Price, e non include la traccia Virginia Plain. La versione originale per il mercato statunitense, pubblicata a fine 1972 su etichetta Reprise Records, include invece Virginia Plain, che era stata pubblicata su singolo in Gran Bretagna. La copertina è sempre apribile, ma la foto di Simpson è sostituita da una di Rik Kenton, che suonò il basso in Virginia Plain dopo la dipartita di Simpson.
La versione originale in vinile non contiene nessun singolo uscito in precedenza. Nel luglio 1972, poche settimane dopo la firma del contratto, i Roxy Music registrarono due altri brani, Virginia Plain e The Numberer, che furono entrambi pubblicati su 45 giri. Il singolo arrivò fino alla quarta posizione nella UK Singles Chart ed aiutò le vendite dell'album in Europa, che a sua volta raggiunse la decima posizione in classifica. In molte successive ristampe dell'album in formato compact disc, venne incluso anche il brano Virginia Plain.
L'edizione deluxe che celebra i 45 anni dell'album viene pubblicata nel 2018 dalla Virgin-Emi/UMC in un cofanetto con quattro CD che, oltre a una versione remissata dell'album, contiene demo inediti, brani che erano stati scartati, sessioni radiofoniche, rari filmati e un libro illustrativo di 136 pagine. Una seconda versione composta da due soli CD comprende un libretto di 24 pagine.

## Tracce

### LP
Versione UK - Island Records (ILPS-9200)
Lato A
Testi e musiche di Bryan Ferry.
1. Re-Make/Re-Model – 5:10
2. Ladytron – 4:21
3. If There Is Something – 6:33
4. 2. H.B. – 4:30

Lato B
Testi e musiche di Bryan Ferry.
1. The Bob (Medley) – 5:48
2. Chance Meeting – 3:00
3. Would You Believe? – 3:47
4. Sea Breezes – 7:00
5. Bitters End – 2:02

Versione US - Reprise Records (MS 2114)
Lato A (31,500)
Testi e musiche di Bryan Ferry.
1. Re-Make/Re-Model – 5:10
2. Ladytron – 4:21
3. If There Is Something – 6:33
4. Virginia Plain – 2:50
5. 2. H.B. – 4:30

Lato B (31,501)
Testi e musiche di Bryan Ferry.
1. The Bob (Medley) – 5:48
2. Chance Meeting – 3:00
3. Would You Believe? – 3:47
4. Sea Breezes – 7:00
5. Bitters End – 2:02

## Formazione
- Bryan Ferry - voce e pianoforte
- Graham Simpson - basso, in tutti i brani ad eccezione di Virginia Plain
- Andy Mackay - oboe e sassofono
- Brian Eno - sintetizzatore
- Paul Thompson - batteria
- Phil Manzanera - chitarra
- Rik Kenton - basso in Virginia Plain

## Classifica
Album
| Anno | Classifica            | Posizione raggiunta |
| ---- | --------------------- | ------------------- |
| 1972 | Official Albums Chart | 10                  |

Singoli
| Anno | Titolo del brano | Classifica             | Posizione raggiunta |
| ---- | ---------------- | ---------------------- | ------------------- |
| 1972 | Virginia Plain   | Official Singles Chart | 4                   |